# Hodac
Hodac – wieś w Rumunii, w okręgu Marusza, w gminie Hodac. W 2011 roku liczyła 2672 mieszkańców.